# Sérgio Baklanos
Sérgio Baklanos (1935 – São Paulo, 12 de agosto de 1999) foi um jornalista brasileiro.
É o patrono do Torneio Sérgio Baklanos, da Federação Paulista de Boliche.

## Carreira
Descendente de russos, começou como repórter da TV Tupi nos anos 1960, quando trabalhava no programa Redação Esportes.
Entre os anos 1970 e 1990, trabalhou no Jornal da Tarde, e mais tarde na Gazeta Esportiva. Passou também pelo Programa Raul Gil, da Rádio Capital.
No JT, ao lado de Roberto Avallone e Vital Battaglia, participou da cobertura que era considerada "o melhor exemplo de cobertura esportiva" nessa época, de acordo com o jornalista Paulo Vinicius Coelho. Em 1992, publicou reportagem sobre uma suposta escuta telefônica dos jogadores do São Paulo que moravam no centro de treinamentos do time, que teria sido feita pelo técnico Telê Santana. A matéria causou alvoroço no clube, o técnico foi obrigado a reunir os jogadores para desmenti-la. Telê também acusava Baklanos de ter dado início à popularização da alcunha de "pé-frio", pelas derrotas com a Seleção Brasileira.

## Livros publicados
- Havelange, o Jovem (com Edgard Soares)[13] - J. S. Propaganda, 1995
- Corinthians: Todas as Conquistas - Editora Escala

## Prêmios
Foi ganhador de dois Prêmios Esso de Jornalismo pelo Jornal da Tarde na categoria "Informação Esportiva por Equipe", em 1978 e 1986, por ocasião da cobertura das Copas do Mundo dos respectivos anos e de três Troféu ACEESP (Associação de Cronistas Esportivos do Estado de São Paulo) como melhor repórter do estado.
| Ano  | Prêmio                                                                     | Categoria          | Resultado | Ref.   |
| ---- | -------------------------------------------------------------------------- | ------------------ | --------- | ------ |
| 1994 | Troféu ACEESP (Associação dos Cronistas Esportivos do Estado de São Paulo) | Repórter de Jornal | Venceu    | [ 16 ] |
| 1995 | Troféu ACEESP (Associação dos Cronistas Esportivos do Estado de São Paulo) | Repórter de Jornal | Venceu    | [ 17 ] |